# المادة 23 من قانون هونغ كونغ الأساسي

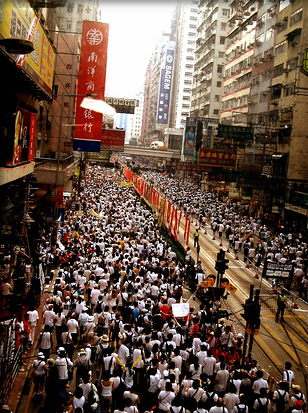

المادة 23 من القانون الأساسي لهونغ كونغ بالصينية التقليدية: 香港基本法第二十三條) هو مقال في القانون الأساسي لهونج كونج. وتنص على أن منطقة هونغ كونغ الإدارية الخاصة «يجب أن تسن قوانين بمفردها لحظر أي عمل من أعمال الخيانة أو الانفصال أو الفتنة أو التخريب ضد الحكومة الشعبية المركزية، أو سرقة أسرار الدولة، لمنع المنظمات أو الهيئات السياسية الأجنبية من القيام بالسياسة السياسية. الأنشطة في المنطقة، ومنع المنظمات والهيئات السياسية في المنطقة من إقامة علاقات مع المنظمات أو الهيئات السياسية الأجنبية».
كانت محاولة تنفيذ المقال هي قانون الأمن القومي (الأحكام التشريعية) 2003 الذي تسبب في جدل كبير ومظاهرة حاشدة في 1 يوليو 2003 . منذ ذلك الحين، لم يتم تقديم مشروع قانون تنفيذ المادة.

## خلفية
```
تنص المادة 23 من القانون الأساسي على ما يلي: تسن منطقة هونغ كونغ الإدارية الخاصة قوانين بمفردها لحظر أي فعل خيانة أو انفصال أو فتنة أو تخريب ضد الحكومة الشعبية المركزية، أو سرقة أسرار الدولة، لمنع المنظمات أو الهيئات السياسية الأجنبية من القيام بأنشطة سياسية في المنطقة، وحظر المنظمات أو الهيئات السياسية في المنطقة من إقامة علاقات مع المنظمات أو الهيئات السياسية الأجنبية.
```

قبل عام 1997، أدخلت الحكومة الاستعمارية البريطانية مشروع قانون الجرائم (تعديل) (رقم 2) لعام 1996 في محاولة لتجسيد مفاهيم "التخريب" والانفصال "من خلال حصرهم في السلوك العنيف الفعلي ولكن دون جدوى. لقد فشلت لأنها عارضت بشدة من قبل بكين وبالتالي تركت فراغًا في التشريع الحالي.

## مشروع قانون الأمن القومي لعام 2003
في شباط / فبراير 2003، اقترحت حكومة منطقة هونغ كونغ الإدارية الخاصة مشروع قانون الأمن القومي (الأحكام التشريعية) لعام 2003 على المجلس التشريعي الذي يهدف إلى تعديل قانون الجرائم، وقانون الأسرار الرسمية وقانون الجمعيات عملا بالالتزام الذي تفرضه المادة 23 من القانون الأساسي منطقة هونغ كونغ الإدارية الخاصة لجمهورية الصين الشعبية وتوفير التعديلات ذات الصلة والعرضية والتبعية. تسبب مشروع القانون المقترح في جدل كبير في هونغ كونغ ومظاهرة حاشدة في 1 يوليو 2003 . في أعقاب ذلك، استقال رئيس الحزب الليبرالي جيمس تين من المجلس التنفيذي وتم سحب مشروع القانون بعد أن أصبح واضحًا أنه لن يحصل على الدعم اللازم من المجلس التشريعي لتمريره. ثم تم تأجيل مشروع القانون إلى أجل غير مسمى.

## بعد 2003
هناك دعوات لإعادة تقديم مشروع قانون الأمن القومي بعد الانتكاسات التي حدثت في عام 2003 من المعسكر المؤيد لبكين من حين لآخر. بعد تفسير بكين للقانون الأساسي في تشرين الثاني / نوفمبر 2016 بشأن الجدل في حلف اليمين أمام المجلس التشريعي لطرد اثنين من المشرعين المؤيدين للاستقلال من الهيئة التشريعية على أساس أن «بكين لن تسمح على الإطلاق لأي شخص يدعو إلى الانفصال في هونغ كونغ ولا يسمح بأي قال الناشطون المؤيدون للاستقلال لدخول مؤسسة حكومية»، قال الرئيس التنفيذي ليونج تشون يينغ إن هونج كونج ستسن المادة 23 التي تستهدف الحركة المؤيدة للاستقلال في هونج كونج.
اتهم مدير مكتب الاتصال للحكومة الشعبية المركزية في هونغ كونغ وانغ زيمين النشطاء المؤيدين للاستقلال بـ «الانخراط في أنشطة تسعى إلى فصل الوطن الأم وتخريب النظام الوطني» وحث حكومة هونغ كونغ على سن تشريع للأمن القومي عندما وقال «هونغ كونغ هي المكان الوحيد في العالم بدون تشريع للأمن القومي - إنها نقطة ضعف كبيرة في الأمن العام للدولة، ولها تأثير مباشر على السكان.» وقال وانغ إنه بدون قانون للأمن القومي، فإن «راديكاليي استقلال هونج كونج كانوا يتحدى ون السيادة والأمن الوطنيين في السنوات الأخيرة».

### بعد احتجاجات مشروع قانون تسليم المجرمين
أدت احتجاجات هونغ كونغ 2019-2020 إلى رغبة متزايدة لدى بعض المشرعين الموالين لبكين  في هونغ كونغ لتشريع المادة 23 من القانون الأساسي. في 21 مايو 2020، اقترحت الحكومة الصينية قانونًا جديدًا بشأن أنظمة الأمن القومي يمكن سنه في هونغ كونغ بموجب أحكام المرفق الثالث من قانونها الأساسي. وقد تضع الإطار القانوني لمنع ومعاقبة التخريب والإرهاب والانفصالية والتدخل الأجنبي. في اليوم التالي، قام عشرات المشرعين من الديمقراطيين عمومًا بمسيرة إلى مكتب الاتصال الصيني لإبداء رفضهم.

## روابط خارجية
- موقع حكومة هونغ كونغ على المادة 23
- يوليو - فيلم وثائقي عن مسيرة 1 يوليو 2003 في هونج كونج، تامي تشيونج
- موقع حكومة ماكاو على المادة 23 من قانون ماكاو الأساسي